# Bosgårdsbrantens naturreservat
Bosgårdsbranten är ett naturreservat i Jönköpings kommun i Småland.
Reservatet är skyddat sedan 2012 och är 33 hektar stort. Området ligger 2 km väster om Kaxholmen mellan sjöarna Vättern och Landsjön. Bosgårdsbranten utgörs av en värdefull äldre skog på ett flackt område i sydost som i väster övergår i en brant ner mot E4:an. Reservatet ingår i biosfärsområdet Östra Vätterbranterna.

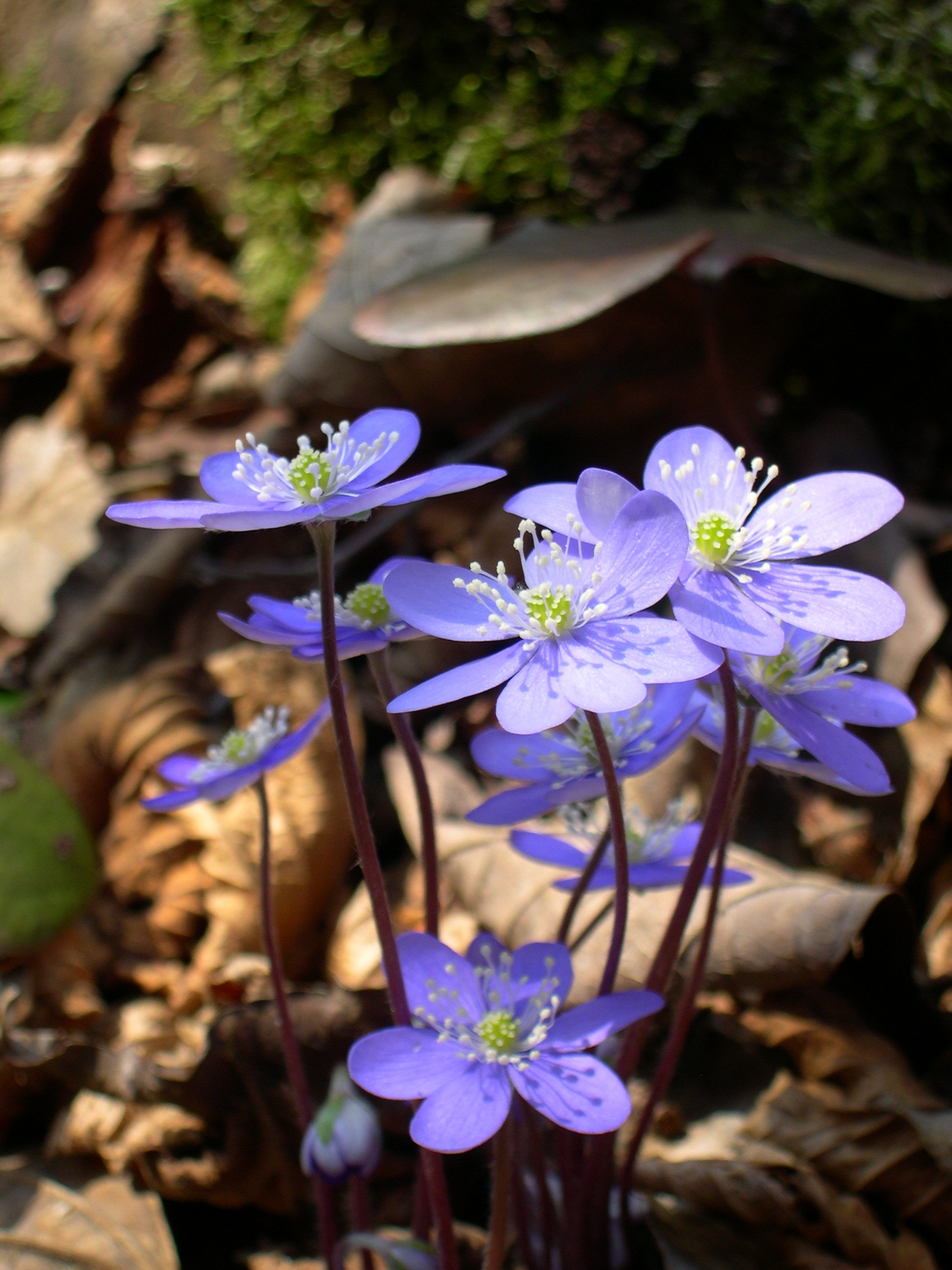
Blåsippa

I området växer många trädslag såsom ek, tall, björk, asp, oxel, alm, ask, rönnbär, bok, vildapel och hassel. Det finns gott om död ved i form av lågor och torrakor. I detta område trivs många fågelarter som hackspettar, duvor, trastar och mesar. I den mer fuktiga miljön finns ett flertal mossarter och växter som blåsippa, gulsippa, tandrot och ormbär.